# Amareleja
Amareleja es una freguesia portuguesa del concelho de Moura, con 108,34 km² de superficie y 2.763 habitantes (2001). Su densidad de población es de 25,5 hab/km². Amareleja es una de las más calientes ciudades de Portugal y Europa (47,4 °C).